# The Wire (3.ª temporada)
A terceira temporada da série de televisão The Wire foi ao ar pela primeira vez nos Estados Unidos na HBO em 2004, de 19 de setembro a 19 de dezembro. Ele apresenta os políticos locais de Baltimore e a nova organização de tráfico de drogas Stanfield, enquanto continua a examinar a organização Barksdale e o Departamento de Polícia de Baltimore.
A terceira temporada foi ao ar aos domingos às 21:00 horas nos Estados Unidos, recebendo ampla aclamação da crítica. A temporada foi lançada em DVD como uma caixa de cinco discos sob o título de The Wire: The Complete Third Season em 8 de agosto de 2006 pela HBO Video.

## Produção
Após a morte de Robert F. Colesberry, o diretor Joe Chappelle se juntou à equipe de produção como co-produtor executivo e continuou a dirigir os episódios regularmente. O escritor e jornalista político do Baltimore Sun, William F. Zorzi, juntou-se à equipe de roteiristas na terceira temporada e trouxe uma vasta experiência o programa sobre a política de Baltimore.
David Simon originalmente esperava criar um spin-off da prefeitura, que seria executado em conjunto com as temporadas subsequentes de The Wire e até escreveu roteiros para isso. Mas a HBO recusou, de acordo com Simon: "A HBO disse: 'Não, queremos apenas um programa que ninguém está assistindo em Baltimore, não dois!'."

## Elenco

### Elenco estrelado
A terceira temporada voltou com o foco em investigar a Organização Barksdale e apresentar novos personagens como a rival Organização Stanfield e os políticos locais. O elenco de retorno consistia em Dominic West como o detetive Jimmy McNulty; Lance Reddick como tenente Cedric Daniels, agora comandando sua própria unidade; Kima Greggs, interpretada por Sonja Sohn, agora a nova parceira de McNulty dentro da unidade; Clarke Peters como Lester Freamon; e Deirdre Lovejoy como promotora estadual adjunta Rhonda Pearlman.
Wood Harris reprisou seu papel como o chefão do tráfico encarcerado Avon Barksdale. O personagem de Idris Elba, Stringer Bell, continuou a dirigir a Organização Barksdale na ausência de Avon. Andre Royo voltou como Bubbles, que continuou a se entregar ao vício em drogas e a atuar como um informante ocasional.
O vice-comissário de operações William Rawls (John Doman) e o comissário interino Ervin Burrell (Frankie Faison), os dois oficiais comandantes, parecem estar mais preocupados com a política e suas próprias carreiras do que com o trabalho policial. Wendell Pierce interpretou o veterano detetive de homicídios Bunk Moreland.
A nova temporada viu vários personagens anteriormente recorrentes assumindo papéis principais, incluindo Seth Gilliam como Sargento Ellis Carver, Domenick Lombardozzi como Detetive Thomas "Herc" Hauk, Detetive Leander Sydnor (Corey Parker Robinson), Detetive Roland Pryzbylewski (Jim True-Frost), Bodie Broadus (JD Williams), Omar Little (Michael K. Williams), e Major Howard "Bunny" Colvin (Robert Wisdom).
Colvin comandava o distrito ocidental onde a organização Barksdale operava e, perto da aposentadoria, ele criou um novo método radical para lidar com o problema das drogas. Herc e Carver se juntaram à Unidade de Repressão às Drogas do Distrito Oeste sob o comando de Colvin. Sydnor, uma jovem estrela em ascensão no departamento de polícia na 1ª temporada, voltou ao elenco como parte da unidade de crimes graves junto com Pryzbylewski.
Bodie foi visto subindo gradualmente na organização Barksdale desde o primeiro episódio; ele nasceu para o ofício deles e mostrou uma aptidão feroz para isso. Omar tinha uma vingança contra a organização Barksdale e deu a eles toda a sua atenção letal. Um novo personagem principal também foi apresentado na terceira temporada: Tommy Carcetti (Aidan Gillen), um ambicioso vereador.
Vários membros do elenco principal da segunda temporada não retornaram para a terceira temporada com a mudança de foco e o término das histórias de alguns personagens. Chris Bauer (Frank Sobotka), Paul Ben-Victor (Spiros Vondas) e Amy Ryan (Beadie Russell) deixaram o elenco principal na terceira temporada. Ryan voltou como ator convidado para uma cena curta no final da temporada.

#### Elenco principal
- Dominic West como Jimmy McNulty (12 episódios)
- John Doman como William Rawls (10 episódios)
- Idris Elba como Russell "Stringer" Bell (12 episódios)
- Frankie Faison como Ervin Burrell (10 episódios)
- Aidan Gillen como Tommy Carcetti (12 episódios)
- Wood Harris como Avon Barksdale (11 episódios)
- Deirdre Lovejoy como Rhonda Pearlman (10 episódios)
- Clarke Peters como Lester Freamon (11 episódios)
- Wendell Pierce como Bunk Moreland (8 episódios)
- Lance Reddick como Cedric Daniels (12 episódios)
- Andre Royo como Reginald "Bubbles" Cousins (10 episódios)
- Sonja Sohn como Kima Greggs (12 episódios)
- Jim True-Frost como Roland Pryzbylewski (9 episódios)
- Robert Wisdom como Howard "Bunny" Colvin (12 episódios)
- Seth Gilliam como Ellis Carver (11 episódios)
- Domenick Lombardozzi como Herc (11 episódios)
- JD Williams como Bodie Broadus (11 episódios)
- Michael K. Williams como Omar Little (10 episódios)
- Corey Parker Robinson como Leander Sydnor (8 episódios)

### Funções recorrentes
Muitas estrelas convidadas das temporadas anteriores reprisaram seus papéis. Proposition Joe (Robert F. Chew), o cauteloso chefão das drogas do East Side, tornou-se mais cooperativo com a Organização Barksdale. Seu sobrinho "Cheese" (Method Man ) se envolveu na investigação da Unidade de Crimes Graves. O irmão Mouzone (Michael Potts) voltou a Baltimore em busca de vingança. Hassan Johnson reprisou seu papel como o executor encarcerado de Barksdale , Wee-Bey Brice. Tray Chaney continuou a retratar o chefe da equipe de Barksdale, Poot Carr. Leo Fitzpatrick voltou como o infeliz viciado em drogas Johnny Weeks.
Michael Hyatt e Shamyl Brown reprisaram seus respectivos papéis como Brianna Barksdale e Donette, com ambos os personagens lidando com a perda de D'Angelo Barksdale. Michael Kostroff voltou como o advogado de defesa dos Barksdales, Maurice Levy. Isiah Whitlock Jr. reprisou seu papel como o senador corrupto Clay Davis, que se envolveu com o dinheiro de Barksdale. Stringer continuou a usar Shamrock (Richard Burton) para se isolar da investigação. Personagens de fundo como os executores de Barksdale Tank e Country também retornaram. A tripulação de Omar Little continuou a roubar a Organização Barksdale e consistia em seu namorado Dante (Ernest Waddell), as sócias Tosha Mitchell (Edwina Findley) e Kimmy (Kelli R. Brown), e o conselheiro Butchie (S. Robert Morgan).
Muitas estrelas convidadas também reprisaram seus personagens do departamento de polícia. As estrelas convidadas que retornam na unidade de homicídios incluem Delaney Williams como o sargento Jay Landsman, Ed Norris como o detetive Ed Norris, e Brian Anthony Wilson como o detetive Vernon Holley. Al Brown e Jay Landsman reprisaram seus papéis como oficiais da divisão de patrulha Stan Valchek e Dennis Mello. Michael Salconi reapareceu como o patrulheiro ocidental veterano Michael Santangelo.
Novos personagens recorrentes na terceira temporada também se espalharam entre a Rua e a Lei. A arrivista Organização Stanfield introduziu vários novos papéis: Marlo Stanfield (Jamie Hector), um líder implacável que procura desafiar o domínio da Avon; Chris Partlow (Gbenga Akinnagbe), o principal executor de Stanfield; Felicia "Snoop" Pearson (Felicia Pearson); Brandon Fobbs como o chefe de equipe Fruit; e Melvin T. Russell e Justin Burley como os jovens traficantes Jamal e Justin. A Organização Barksdale também encontrou vários novos recrutas: Slim Charles (Anwan Glover), o novo executor-chefe da Avon; Bernard (Melvin Jackson, Jr.), responsável pela aquisição de telefones celulares descartáveis; e Dennis "Cutty" Wise (Chad Coleman), um condenado recém-libertado incerto sobre seu futuro.
A introdução de um enredo político trouxe muitos novos personagens. Glynn Turman interpretou o prefeito Clarence Royce, o titular que Carcetti planejava destituir. Cleo Reginald Pizana interpretou Coleman Parker, o chefe de gabinete de Royce. Brandy Burre apareceu como Theresa D'Agostino, uma consultora de campanha política. Frederick Strother atuou como Odell Watkins . Christopher Mann interpretou o colega do conselho municipal de Carcetti, Anthony Gray.
Vários novos personagens policiais também estrearam na terceira temporada. Gregory L. Williams interpretou Michael Crutchfield, um rabugento detetive de homicídios. Joilet F. Harris teve um pequeno papel como Caroline Massey, uma nova oficial na Unidade de Crimes Graves. O foco no comando de Colvin no Distrito Oeste introduziu vários novos personagens na Unidade de Repressão às Drogas de Carver e na Divisão de Patrulha. A equipe de Carver incluía Kenneth Dozerman (Rick Otto), Anthony Colicchio (Benjamin Busch), Lloyd "Truck" Garrick (Ryan Sands) e Lambert (Nakia Dillard). O novo oficial de patrulha novato Aaron Castor (Lee Everett Cox), Brian Baker (Derek Horton) e o oficial Turner (Darrell M. Smith) também apareceram.

## Recepção
No Rotten Tomatoes, a temporada tem um índice de aprovação de 100% com uma pontuação média de 10/10 com base em 21 avaliações. O consenso crítico do site diz: "Em sua terceira temporada, The Wire se expande do submundo do crime para o topo da máquina política." A temporada detém uma pontuação de 98/100, indicando "aclamação universal", no Metacritic.

## Episódios
| N.º na série | N.º na temp. | Título                 | Dirigido por      | Escrito por                    | Exibição original      | Audiência (milhões) |
| ------------ | ------------ | ---------------------- | ----------------- | ------------------------------ | ---------------------- | ------------------- |
| 26           | 1            | "Time After Time"      | Ed Bianchi        | David Simon & Ed Burns         | 19 de setembro de 2004 | 1,83                |
| 27           | 2            | "All Due Respect"      | Steve Shill       | David Simon & Richard Price    | 26 de setembro de 2004 | ASD                 |
| 28           | 3            | "Dead Soldiers"        | Rob Bailey        | David Simon & Dennis Lehane    | 3 de outubro de 2003   | 1,54                |
| 29           | 4            | "Hamsterdam"           | Ernest Dickerson  | David Simon & George Pelecanos | 10 de outubro de 2004  | 1,45                |
| 30           | 5            | "Straight and True"    | Dan Attias        | David Simon & Ed Burns         | 17 de outubro de 2004  | 1,34                |
| 31           | 6            | "Homecoming"           | Leslie Libman     | David Simon & Rafael Alvarez   | 31 de outubro de 2004  | 1,42                |
| 32           | 7            | "Back Burners"         | Tim Van Patten    | David Simon & Joy Lusco        | 7 de novembro de 2004  | ASD                 |
| 33           | 8            | "Moral Midgetry"       | Agnieszka Holland | David Simon & Richard Price    | 14 de novembro de 2004 | 1,47                |
| 34           | 9            | "Slapstick"            | Alex Zakrzewski   | David Simon & George Pelecanos | 21 de novembro de 2004 | ASD                 |
| 35           | 10           | "Reformation"          | Christine Moore   | David Simon & Ed Burns         | 28 de novembro de 2004 | 1,67                |
| 36           | 11           | "Middle Ground"        | Joe Chappelle     | David Simon & George Pelecanos | 12 de dezembro de 2004 | 2,04                |
| 37           | 12           | "Mission Accomplished" | Ernest Dickerson  | David Simon & Ed Burns         | 19 de dezembro de 2004 | 2,04                |